# Parc Olympique Lyonnais
Parc Olympique Lyonnais, được biết đến với lý do tài trợ là Sân vận động Groupama và trong một số giải đấu là Sân vận động Lyon hoặc Sân vận động Ánh sáng, là một sân vận động có sức chứa 59.186 chỗ ngồi ở Décines-Charpieu, trong vùng đô thị Lyon. Đây là sân nhà của câu lạc bộ bóng đá Pháp Olympique Lyonnais. Sân đã thay thế sân vận động trước đây của Lyonnais, Sân vận động Gerland, vào tháng 1 năm 2016.
Sân vận động là nơi tổ chức các trận đấu tại Giải vô địch bóng đá châu Âu 2016, và cũng được chọn để tổ chức trận chung kết Cúp Liên đoàn bóng đá Pháp 2017 và trận chung kết UEFA Europa League 2018, cũng như Giải vô địch bóng đá nữ thế giới 2019 và môn bóng đá tại Thế vận hội Mùa hè 2024 ở Paris. Ngoài bóng đá, sân cũng tổ chức các trận đấu rugby union và khúc côn cầu trên băng, cũng như các buổi hòa nhạc.

## Xây dựng
Vào ngày 1 tháng 9 năm 2008, chủ tịch Olympique Lyonnais Jean-Michel Aulas đã công bố kế hoạch xây dựng một sân vận động 60.000 chỗ ngồi mới, có tên dự kiến là OL Land, được xây dựng trên khu đất rộng 50 ha nằm ở Décines-Charpieu, ngoại ô Lyon. Sân vận động cũng sẽ bao gồm các cơ sở thể thao hiện đại, hai khách sạn, trung tâm giải trí và văn phòng thương mại và kinh doanh.
Vào ngày 13 tháng 10 năm 2008, dự án đã được chính phủ Pháp, Hội đồng Rhône, Grand Lyon, SYTRAL và xã Décines đồng ý cho xây dựng với khoảng kinh phí 180 triệu euro tiền công được sử dụng và khoảng 60–80 triệu Euro đến từ Cộng đồng đô thị Lyon. Dự án bị cản trở bởi các thủ tục hành chính chậm chạp, lợi ích chính trị và các nhóm đối lập khác nhau đã xem sân vận động là không phù hợp về tài chính, sinh thái và xã hội đối với người nộp thuế và cộng đồng Décines. Sau khi tạo cảnh vào năm 2012, việc xây dựng sân vận động bắt đầu vào mùa hè năm 2013.

## Bóng đá
Olympique Lyonnais đã chơi trận đầu tiên tại sân vận động mới vào ngày 9 tháng 1 năm 2016, giành chiến thắng 4–1 trước Troyes ở Ligue 1; Alexandre Lacazette ghi bàn thắng đầu tiên tại sân đấu này.
Vào tháng 11 năm 2009, Liên đoàn bóng đá Pháp đã chọn Parc Olympique Lyonnais là một trong mười hai sân vận động được sử dụng để đấu thầu cho UEFA Euro 2016. Sân đã tổ chức sáu trận đấu tại giải, bao gồm chiến thắng 2–1 của đội chủ nhà trước Cộng hòa Ireland ở vòng 16 đội, và chiến thắng 2–0 của đội tuyển sau này lên ngôi vô địch Bồ Đào Nha trước xứ Wales ở bán kết.
Vào tháng 9 năm 2016, sân vận động mới đã được chọn là nơi tổ chức trận chung kết Cúp Liên đoàn Pháp 2017, lần đầu tiên trận chung kết được tổ chức bên ngoài khu vực Paris. Paris Saint-Germain giành chiến thắng 4–1 trước Monaco.. Một số cổ động viên PSG đã phá hoại sân vận động trong khi trận đấu diễn ra, dẫn đến những án phạt và lệnh cấm đến sân. Vào ngày 9 tháng 12 năm 2016, UEFA đã thông báo rằng Parc OL đã được chọn để tổ chức trận chung kết UEFA Europa League 2018 vào ngày 16 tháng 5 năm 2018.
Parc OL là một trong chín sân vận động tổ chức các trận đấu tại FIFA Women's World Cup 2019. Nó đã được lên kế hoạch để tổ chức vòng bán kết và trận chung kết. Đây sẽ là một địa điểm tổ chức bóng đá tại Thế vận hội Mùa hè 2024.

### Giải vô địch bóng đá châu Âu 2016
| Ngày                | Thời gian (CEST) | Đội #1     | Kết quả | Đội #2           | Vòng        | Khán giả |
| ------------------- | ---------------- | ---------- | ------- | ---------------- | ----------- | -------- |
| 13 tháng 6 năm 2016 | 21:00            | Bỉ         | 0–2     | Ý                | Bảng E      | 55.408   |
| 16 tháng 6 năm 2016 | 18:00            | Ukraina    | 0–2     | Bắc Ireland      | Bảng C      | 51.043   |
| 19 tháng 6 năm 2016 | 21:00            | România    | 0–1     | Albania          | Bảng A      | 49.752   |
| 22 tháng 6 năm 2016 | 18:00            | Hungary    | 3–3     | Bồ Đào Nha       | Bảng F      | 55.514   |
| 26 tháng 6 năm 2016 | 15:00            | Pháp       | 2–1     | Cộng hòa Ireland | Vòng 16 đội | 56.279   |
| 6 tháng 7 năm 2016  | 21:00            | Bồ Đào Nha | 2–0     | Wales            | Bán kết     | 55.679   |

### Giải vô địch bóng đá nữ thế giới 2019
| Ngày               | Thời gian (CEST) | Đội #1 | Kết quả      | Đội #2    | Vòng      | Khán giả |
| ------------------ | ---------------- | ------ | ------------ | --------- | --------- | -------- |
| 2 tháng 7 năm 2019 | 21:00            | Anh    | 1–2          | Hoa Kỳ    | Bán kết   | 53.512   |
| 3 tháng 7 năm 2019 | 21:00            | Hà Lan | 1–0 (s.h.p.) | Thụy Điển | Bán kết   | 48.452   |
| 7 tháng 7 năm 2019 | 17:00            | Hoa Kỳ | 2–0          | Hà Lan    | Chung kết | 57.900   |

### Cúp bóng bầu dục thế giới 2023
| Ngày                | Thời gian (CEST) | Đội #1      | Kết quả | Đội #2  | Vòng   | Khán giả |
| ------------------- | ---------------- | ----------- | ------- | ------- | ------ | -------- |
| 24 tháng 9 năm 2023 | 21:00            | Wales       | 40–6    | Úc      | Bảng C | 55.296   |
| 27 tháng 9 năm 2023 | 17:45            | Uruguay     | 36–26   | Namibia | Bảng A | 49.342   |
| 29 tháng 9 năm 2023 | 21:00            | New Zealand | 96–17   | Ý       | Bảng A | 57.083   |
| 5 tháng 10 năm 2023 | 21:00            | New Zealand | 73–0    | Uruguay | Bảng A | 57.672   |
| 6 tháng 10 năm 2023 | 21:00            | Pháp        | 60–7    | Ý       | Bảng A | 58.102   |

### Đội tuyển bóng đá quốc gia Pháp
| Ngày               |      | Kết quả |          | Giải đấu                 |
| ------------------ | ---- | ------- | -------- | ------------------------ |
| 9 tháng 6 năm 2018 | Pháp | 1–1     | Hoa Kỳ   | Giao hữu                 |
| 7 tháng 9 năm 2021 | Pháp | 2–0     | Phần Lan | Vòng loại World Cup 2022 |